# 联安镇
联安镇，是中华人民共和国广东省汕尾市海豐縣下辖的一个乡镇级行政单位。

## 行政区划
联安镇下辖以下地区：
渡头社区居民委、霞埔村、坣头村、优冲村、联田村、田心村、联新村、永乐村、唐厝村、围寮村、坡平村、联英村、和平村、联北村、友爱村、联川村和联南村。